# Бромберг (административный округ, Пруссия)
Административный округ Бромберг (нем. Regierungsbezirk Bromberg) — административно-территориальная единица второго уровня в Пруссии, существовавшая в 1815—1919 годы. Округ был создан в 1815 году на территории, закреплённой за Пруссией после Венского конгресса и упразднён после возвращения его основной территории в состав Польши по условиям Версальского договора. Сегодня территория бывшего округа принадлежит Польше.

## Положение и население
Округ Бромберг входил в состав провинции Позен. На севере граничил с округом Мариенвердер прусской провинции Западная Пруссия, на востоке — с Царством Польским, на юге — с прусским округом Позен одноимённой провинции и на западе — с прусским округом Франкфурт прусской провинции Бранденбург. Административный центр округа располагался в городе Бромберг (ныне польский город Быдгощ).
В 1820 году население округа Бромберг составляло 287 145 человек. В 1850 году в нём проживало уже 461 352 жителей, а в 1905 году — уже 723 965 человек.

## История
Бромбергский округ был образован в 1815 году в ходе административной реформы, проведённой в Пруссии после Венского конгресса. В 1820 году на территории округа были образованы девять районов: Бромберг, Кодшезен, Гнезен, Чарникау, Иноврацлав, Могильно, Шубин, Вирзиц и Вонгровиц. В 1875 году город Бромберг был выделен в самостоятельный городской район из одноимённого района. В 1877 году город и район Кодшезен были переименованы в Кольмар-ин-Позен. В 1886 году был образован район Стрельно, в 1887 году — районы Филене, Витково и Жнин. В 1904 году состоялось переименование города и района Иноврацлав в Хоэнзальца. В 1914 году из района Кольмар был выделен город Шнайдемюль, который получил статус самостоятельного городского района.
По решениям Версальского договора 1 января 1920 года основная часть прусских провинций Позен и Западная Пруссия отошла Польше, в результате чего округ Бромберг также прекратил своё существование. Отошедшая Польше часть провинции Позен образовала новое Познанское воеводство.
Небольшая западная часть округа Бромберг, включая Шнайдемюль, осталась в составе Пруссии. На оставшихся в у Пруссии западных остатках провинций Западная Пруссия и Позен в 1922 году была создана провинция Позен-Западная Пруссия с центром в городе Шнайдемюль. В 1938 году провинция Позен-Западная Пруссия была также упразднена, а её территория поделена между соседними провинциями Померания, Бранденбург и Силезия. При этом в Померании был создан новый Административный округ Позен-Западная Пруссия с центром в Шнайдемюле.
После оккупации Польши войсками вермахта и образовании рейхсгау Данциг — Западная Пруссия в Третьем рейхе был снова воссоздан округ Бромберг, границы которого отличались от одноимённого прусского округа.

## Административное деление
Районы округа Бромберг с указанием их районных центров:
- Городские районы
  - городской район Бромберг (выделен в 1875)
  - городской район Шнайдемюль (выделен в 1914)
- Сельские районы
  - сельский район Бромберг, адм. центр — Бромберг
  - район Вирзиц, адм. центр — Вирзиц
  - район Вонгровиц, адм. центр — Вонгровиц
  - район Гнезен, адм. центр — Гнезен
  - район Иноврацлав (с 1904: Хоэнзальца), адм. центр — Иноврацлав (Хоэнзальца)
  - район Кодшезен (с 1877: Кольмар), адм. центр — Кодшезен (Кольмар-ин-Позен)
  - район Могильно, адм. центр — Могильно
  - район Чарникау, адм. центр — Чарникау
  - район Шубин, адм. центр — Шубин
  - район Стрельно (выделен в 1886), адм. центр — Стрельно
  - район Витково (выделен в 1887), адм. центр — Витково
  - район Жнин (выделен в 1887), адм. центр — Жнин
  - район Филене (выделен в 1887), адм. центр — Филене